# Травневська сільська рада
| Травневська сільська рада — колишній орган місцевого самоврядування у Олександрійському районі Кіровоградської області з адміністративним центром у с. Травневе. Сільській раді підпорядковані населені пункти: - с. Травневе - с. Братське - с. Зелена Балка - с. Зелене |

## Склад ради
Рада складається з 12 депутатів та голови.

### Керівний склад ради
| ПІБ                       | Основні відомості                                                         | Дата обрання | Дата звільнення |
| ------------------------- | ------------------------------------------------------------------------- | ------------ | --------------- |
| Ковтонюк Надія Прокопівна | Сільський голова, 1952 року народження, освіта, позапартійна              | 26.03.2006   | 31.10.2010      |
| Ковтонюк Надія Прокопівна | Сільський голова, 1952 року народження, освіта вища, член Партії регіонів | 31.10.2010   | 25.10.2015      |

Примітка: таблиця складена за даними джерела

## Населення
Згідно з переписом УРСР 1989 року чисельність наявного населення сільської ради становила 587 осіб, з яких 266 чоловіків та 321 жінка.
За переписом населення України 2001 року в сільській раді мешкало 506 осіб.

### Мова
Розподіл населення за рідною мовою за даними перепису 2001 року:
| Мова       | Відсоток |
| ---------- | -------- |
| українська | 92,69 %  |
| російська  | 4,55 %   |
| молдовська | 2,57 %   |